# Сан-Антонио-Социль
Сан-Антонио-Социль (исп. San Antonio Sodzil) — посёлок в Мексике, штат Юкатан, муниципалитет Сакалум. Численность населения, по данным переписи 2010 года, составила 414 человек.
Название посёлка состоит из двух слов, испансккого (San Antonio — Святой Антоний, покровитель поселения) и майяйского (Sodzil — много летучих мышей).
Он был основан в XVIII веке, и к концу 1780 года впервые упоминается как энкомьенда. С 1855 по 1937 год Сан-Антонио-Социль фигурирует как асьенда, на которой выращиваются хенекен и сисаль.